# 関西語言学院
関西語言学院（かんさいごげんがくいん、中国語: 关西语言学院）は京都市にある日本語学校。

## 概要
1991年に設立され、学校法人育英館が運営する。
学校は、同法人が合弁で中国に設立した東北育才外国語学校などの中国の学校から日本の大学や大学院へ進学するための予備校的な側面があり、中等教育の修了までに12年を要しない課程を経た学生を対象とする、日本の大学に入学するための準備教育課程を持つ。
2016年11月時点に在籍する学生のうち、留学生の764人全員が中国人である。